# Vlag van Nauerna

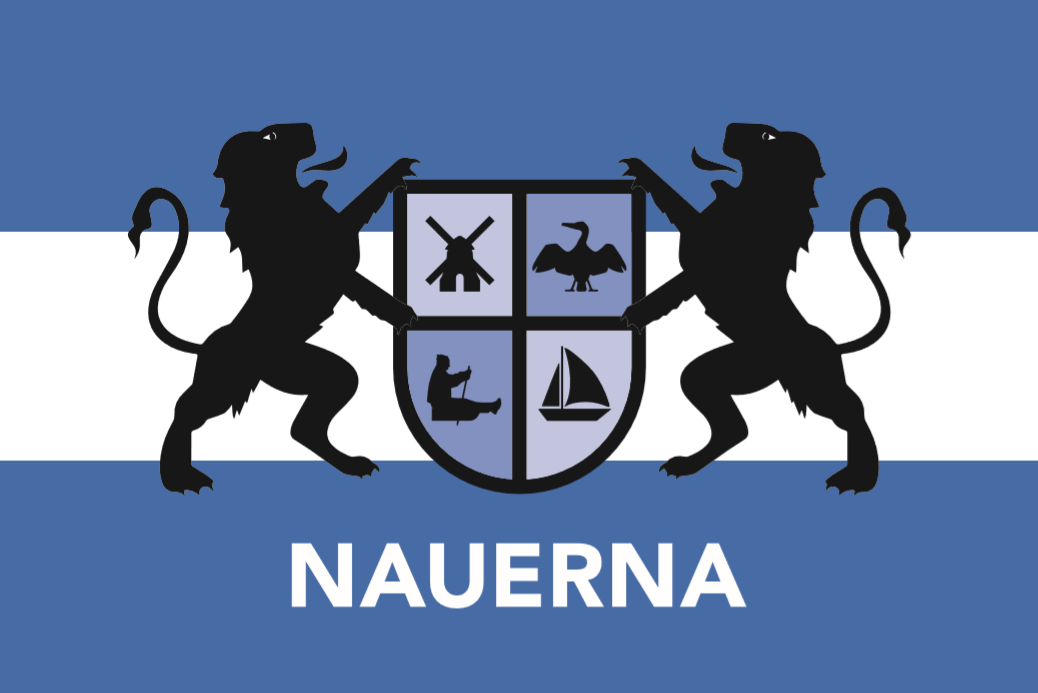
Dorpsvlag van Nauerna

De vlag van Nauerna is niet officieel vastgesteld als dorpsvlag van het Nederlandse dorp Nauerna. maar wel zodanig gebruikt. Alhoewel de vlag van Nauerna niet officieel staat geregistreerd wordt deze door alle bewoners met feestelijke gelegenheden uitgestoken.
De vlag bestaat uit horizontale blauw-wit-blauwe banen met in het midden een wapen vastgehouden door twee leeuwen, soortgelijk aan de leeuwen van de meeste andere deelgemeenten van Zaanstad.
In het wapen zijn vier karakteristieke afbeeldingen van Nauerna geplaatst: 
- de molen, verwijzend naar molen De Paauw en andere molens die vroeger in Nauerna stonden;
- de aalscholver, verwijzend naar water, vis en natuur in het algemeen, waarbij de aalscholver veelvuldig te zien is;
- de priksleeër, verwijzend naar de lange historie van het priksleeën met een associatie naar IJsclub Davos (opgericht 1929);
- de zeilboot, verwijzend naar het vroegere belang van de scheepvaart voor Nauerna en de huidige recreatieve functie van de jachthaven;

Abbekerk
· Assendelft
· Bergen
· Bovenkarspel
· Buitenveldert
· Bussum
· De Rijp
· Driemond
· Groet
· Grootschermer
· Graft
· Hauwert
· Huisduinen
· Julianadorp
· Koog aan de Zaan
· Krommenie
· Krommeniedijk
· Lambertschaag
· Marken
· Middelie
· Muiden
· Muiderberg
· Naarden
· Nauerna
· Nibbixwoud
· Nieuw-Vennep
· Omval
· Opperdoes
· Rijsenhout
· Sijbekarspel
· Sint Pancras
· Sloten
· Spaarndam
· Vogelenzang
· Weesp
· Wijk aan Zee
· Wormerveer
· Zaandijk
· Zwaagdijk-West